# Alojzy Borgowiec
Alojzy Ignacy Borgowiec (ur. 21 października 1899 w Świętochłowicach, zm. 13–14 kwietnia 1940 w Katyniu) – polski nauczyciel, porucznik rezerwy piechoty Wojska Polskiego, ofiara zbrodni katyńskiej.

## Życiorys
Syn Jana i Walerii Walewskiej-Kuś. Członek POW. Uczestnik trzech powstań śląskich, był ranny. Pracował w Polskim Komitecie Plebiscytowym na powiat rybnicki. Przeniesiony do rezerwy z przydziałem do 3 pułku strzelców podhalańskich. W latach 1918–1939 w Legionie „Zaolzie” grupa Rybnik. I zastępca komendanta powiatowego POW w powiecie rybnickim. 
Po przyłączeniu Śląska do Polski rozpoczął naukę w seminarium nauczycielskim w Bydgoszczy, które kończy w 1922. Uzyskał tam uprawnienia do nauczania języka polskiego na Górnym Śląsku. W okresie międzywojennym pracował jako nauczyciel w Szkole Powszechnej nr 1 im. Adama Mickiewicza w Rybniku.
Na stopień podporucznika został mianowany ze starszeństwem z 1 stycznia 1933 i 4252. lokatą w korpusie oficerów rezerwy piechoty. W 1934 roku pozostawał w ewidencji Powiatowej Komendy Uzupełnień Pszczyna. Posiadał przydział w rezerwie do 3 pułku strzelców podhalańskich.
28 sierpnia 1939 zmobilizowany do Wojska Polskiego. W czasie kampanii wrześniowej, po agresji ZSRR na Polskę, w nieznanych okolicznościach wzięty do niewoli radzieckiej. Osadzono go w obozie jenieckim w Kozielsku, skąd wysłał do rodziny list, który dotarł w grudniu 1939. Między 11 a 12 kwietnia 1940 przekazano go do dyspozycji naczelnika smoleńskiego obwodu NKWD – lista wywózkowa 022/2 z 9 kwietnia 1940.  Został zamordowany między 13 a 14 kwietnia 1940 przez funkcjonariuszy Obwodowego Zarządu NKWD w Smoleńsku oraz pracowników NKWD przybyłych z Moskwy na mocy decyzji Biura Politycznego KC WKP(b) z 5 marca 1940 w lesie katyńskim i tam pogrzebany w bezimiennej mogile zbiorowej, gdzie od 28 lipca 2000 mieści się oficjalnie Polski Cmentarz Wojenny w Katyniu. W miejscu tym prowadzone były ekshumacje i prace archeologiczne. W 1943 jego ciało zostało odnalezione w toku ekshumacji prowadzonych pod nadzorem Niemców, jednak w raportach dziennych sporządzanych w tym czasie i na liście AM, numer 881 pominięto. W 1944 jego żona rozpoznała rzeczy osobiste męża w Instytucie Medycyny Sądowej w Krakowie. Figuruje na liście Komisji Technicznej PCK pod numerem 0881 – dosł. określony jako Borgowicz Alojzy, a przy zwłokach znaleziono: medal, list, okulary oraz cygarniczkę. W Archiwum Robla w pakiecie 0881, znajduje się spis przedmiotów znalezionych przy jego szczątkach.
W książce Pawła Dubiela, Wrzesień 1939 na śląsku, Katowice 1960, jest informacja, że Alojzy Borgowiec, jak również kpt. Nikodem Sobik (komendant powiatowy POW Rybnik, zginął w Charkowie w 1940) zginęli we wrześniu 1939.
W 1946 w Monitorze Polskim ukazało się ogłoszenie: „Obyw. Borgowiec Agnieszka, ur. 3.1.1902 roku, zam. w Chorzowie-Batory, ul. Włodarskiego Nr 2, złożyła w tut. Starostwie prośbę o uznanie jej męża Alojzego Borgowca, ur. 21.10.1899 roku za zaginionego w czasie działań wojennych 1939 roku w związku ze służbą wojskową w armii polskiej. Wymieniony pełnił służbę w 1939 roku jako ppor. rez. w 75 p.p. w Oświęcimiu i od tego czasu nie daje osobie znaku życia. (10/B. 5/45)”.

### Życie prywatne
Miał pięć sióstr i brata. Był żonaty z Agnieszką, miał syna Józefa.

## Ordery i odznaczenia
- Srebrny Krzyż Zasługi (28 grudnia 1936)[15]
- Medal Dziesięciolecia Odzyskanej Niepodległości[1]
- Medal Pamiątkowy za Wojnę 1918–1921[1]
- Krzyż na Śląskiej Wstędze Waleczności i Zasługi I klasy[4]
- Gwiazda Górnośląska[4]

## Upamiętnienie
5 października 2007 minister obrony narodowej Aleksander Szczygło mianował go pośmiertnie na stopień kapitana. Awans został ogłoszony 9 listopada 2007 w Warszawie, w trakcie uroczystości „Katyń Pamiętamy – Uczcijmy Pamięć Bohaterów”.
22 kwietnia 2004 w Gimnazjum nr 1 w Rybniku, została odsłonięta tablica pamiątkowa poświęcona zamordowanym w Katyniu nauczycielom, na której m.in. znajduje się jego nazwisko.